# Daniel Bonilla
Pour les articles homonymes, voir Bonilla.
Bonilla  Quirós est un nom espagnol. Le premier nom de famille, en général paternel, est Bonilla ; le second, en général maternel, souvent omis, est Quirós.
Daniel Bonilla Quirós, né le 18 octobre 1993, est un coureur cycliste costaricien.

## Biographie
En 2015, Daniel Bonilla devient champion du Costa Rica sur route espoirs. La même année, il termine huitième et meilleur jeune du Tour du Costa Rica.

## Palmarès et résultats

### Par année
- 2014
  - 2e de la Vuelta de la Juventud Costa Rica
- 2015
  -  Champion du Costa Rica sur route espoirs
  - 1re étape de la Vuelta de la Juventud Costa Rica
  - 2e de la Vuelta de la Juventud Costa Rica
- 2016
  - 2e du Grand Prix de San José
- 2018
  - 3e et 4e étapes de la Vuelta a Chiriquí
  - 5e étape du Tour du Costa Rica
  - 2e de la Vuelta a Chiriquí
  - 2e du Tour du Costa Rica
- 2019
  - Tour du Costa Rica
- 2021
  - 4e étape du Tour de la Guadeloupe
- 2022
  - 1re et 5e étapes du Tour du Costa Rica
  - 2e de la Vuelta a Chiriquí
  - 3e du Tour du Costa Rica
- 2023
  - 2e du championnat du Costa Rica du contre-la-montre par équipes
  - 2e du championnat du Costa Rica sur route
  - 7e du championnat panaméricain sur route
- 2024
  -  Champion du Costa Rica sur route
  - 5e étape de la Vuelta San Carlos
  -  Médaillé d'argent du championnat d'Amérique Centrale sur route
  - 3e du Tour du Nicaragua
- 2025
  -  Médaillé de bronze du championnat d'Amérique Centrale sur route
  - 3e du championnat du Costa Rica sur route

### Classements mondiaux
| Année                                 | 2015 | 2016 | 2017  | 2018  | 2019 | 2020 | 2021  | 2022 | 2023 | 2024 |
| ------------------------------------- | ---- | ---- | ----- | ----- | ---- | ---- | ----- | ---- | ---- | ---- |
| Classement mondial                    |      | nc   | 1341e | 3059e | 839e | 650e | 2040e | nc   | 482e | 496e |
| UCI America Tour                      | 196e | nc   | 117e  | 493e  | 99e  | 48e  | 339e  | nc   | 43e  | 50e  |
|                                       |      |      |       |       |      |      |       |      |      |      |
| Légende : nc = non classéSource : UCI |      |      |       |       |      |      |       |      |      |      |